# Bahía Upper New York
La bahía Upper New York (en inglés: Upper New York Bay, literalmente, «bahía de Nueva York Alto») algunas veces llamada New York Harbor o Upper Bay, es la parte norte del Puerto de Nueva York dentro de los estrechos. Está rodeada por los condados de Nueva York de Manhattan, Brooklyn, Staten Island y el condado de Hudson, y las municipalidades de Nueva Jersey  de Jersey City y Bayonne.

La bahía es alimentada por el río Hudson (históricamente llamado «río Norte», ya que pasaba por Manhattan), al igual que por el canal Gowanus. Está conectada con la bahía Lower New York, por The Narrows: con la bahía de Newark, por Kill Van Kull; y con el Long Island Sound por el río Este, que, a pesar de su nombre, es en realidad un estrecho.
Contiene varias islas, como Governors Island, cerca de la desembocadura del río Este, al igual que isla Ellis, isla de la Libertad y Robbins Reef.